# Habenaria nilssonii
Habenaria nilssonii är en orkidéart som beskrevs av Ernesto Foldats. Habenaria nilssonii ingår i släktet Habenaria och familjen orkidéer. Inga underarter finns listade i Catalogue of Life.